# 哈布斯堡城堡
哈布斯堡城堡（德語：Schloss Habsburg）是一座中世紀堡壘，位於現在的瑞士阿爾高州哈布斯堡，靠近阿爾河。該地在建造時屬於施瓦本公國的一部分。哈布斯堡城堡是後來歐洲最顯赫的王朝之一哈布斯堡王朝的發源地。现已列入國家和區域重要文化財產名錄。

## 圖片集

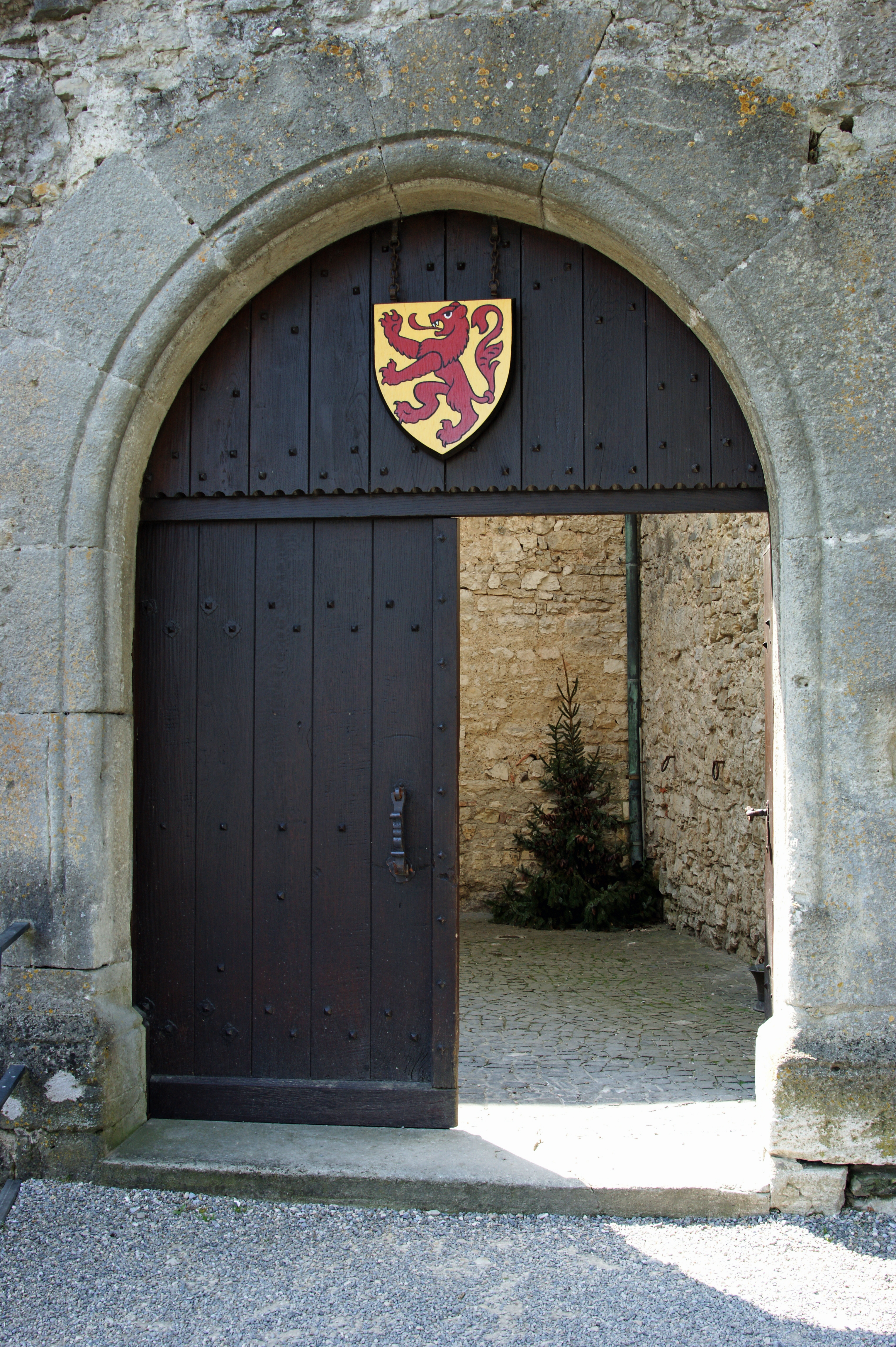
主門上的哈布斯堡王室文章
哈布斯堡市政紋章，其中的城堡便是此城堡
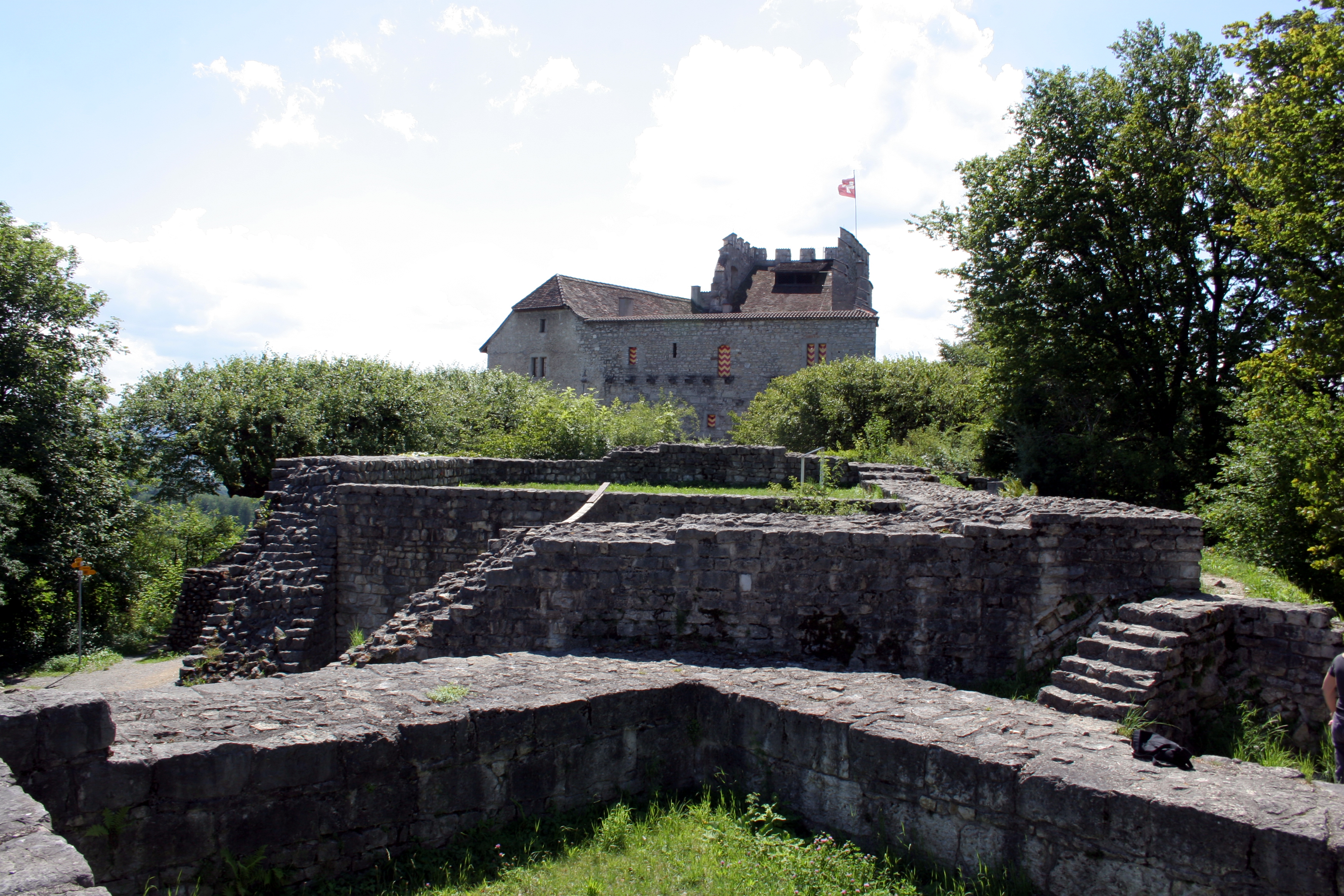
此前東側城堡的遺跡

## 外部連結
- 维基共享资源上的相關多媒體資源：哈布斯堡城堡